# Taylor Hayes
Taylor Hayes   (Grosse Pointe, 14 de gener de 1975) és una actriu porno nord-americana.

## Biografia
Taylor es cria als afores de la ciutat d'Ohio i estudia a prop de Dallas. Després de concloure els seus estudis comença a treballar com a estríper en un local anomenat Cabaret Royale. Poc després, apareix nua a la revista Penthouse. No obstant, les fotos disgusten el seu xicot de l'època el qual la fa fora de casa.
Això l'obliga a mudar-se a Las Vegas i posteriorment a Los Angeles on inicia la seva carrera com a actriu porno. Debuta treballant per a VCA a Hienie's Heroes (1995). Després de rodar dues pel·lícules més amb la seva primera productora comença a treballar per a Adam Glasser, més conegut, al món del porno, com Seymore Butts. D'aquesta època són les cintes sexualment més atrevides de l'actriu ja que contenen sexe anal, doble penetració, A2M i ejaculació femenina.
El 1997 fitxa per Vivid. Tot i convertir-se en Vivid Girls la companyia li permet seguir rodant per a Seymore Butts. Amb la nova productora les escenes de sexe són molt més suaus i allunyades del porno més dur que habituava a rodar.
El 1999 passa pel quiròfan per operar-se els pits i fer-se una liposucció.
Després d'anunciar la seva retirada el 2002, realitza un efímer retorn el 2005 que es plasmaria únicament en dues pel·lícules: Slumber Party 20 on participa en una orgia lèsbica i Seymore Butts Asshunt on intervé en una escena de sexe oral.

## Curiositats
- El seu nom artístic es basa en un personatge d'una telenovel·la molt popular als Estats Units emesa per la CBS.
- Va provar, sense èxit, sort al cinema convencional rodant Animal Instincts III (1990) i Evil Breed: The Legend of Samhain (2005)

## Premis
- 1999 Premi AVN a la Millor escena en grup per The Masseuse 3[2]
- 2000 XRCO a la Millor actriu per Jekyll & Hyde[3]
- 2001 XRCO Millor actriu per Fade to Black[3]
- 2002 Premi AVN a la Millor escena en parella per Fade to Black[2]
- 2002 Premi AVN a la Millor escena en grup per Fade to Black[2]